# Lucky Town
Lucky Town —en español: Ciudad afortunada— es el décimo álbum de estudio del músico estadounidense Bruce Springsteen, publicado por la compañía discográfica Columbia Records en marzo de 1992. Fue publicado de forma conjunta con Human Touch y obtuvo un menor impacto comercial que el primero, al llegar al puesto tres de la lista estadounidense Billboard 200. El tema que da título al álbum, «Lucky Town», fue incluido en la banda sonora de la película Lucky You.

## Historia
Springsteen estaba trabajando en Human Touch, que intentó publicar al principio en 1990, pero el proyecto se alargó más de lo pensado y acabó temporalmente archivado a comienzos de 1991. En un intento de grabar otra canción para el disco («Living Proof»), terminó componiendo diez nuevas canciones que conformaron Lucky Town. Una vez completado Lucky Town, decidió publicar de forma paralela a Human Touch. Aunque gran parte de las canciones no fueron a menudo interpretadas en directo, «If I Should Fall Behind» fue interpretada en todos los conciertos de la gira de reunión de la E Street Band entre 1999 y 2000 y fue incluida en el álbum Live in New York City.
En comparación con Human Touch, Lucky Town incluyó un sonido más directo y folk, con temas más personales en las letras de las canciones. Mientras que gran parte de Human Touch incluyó canciones de amor, Lucky Town se enfocó en eventos más específicos de la vida de Springsteen. Así, el primer tema, «Better Days», expresa su deseo de volver a comenzar después de momentos difíciles de su vida, en relación con su divorcio de su primera mujer. Por otra parte, «Living Proof» trató sobre el nacimiento de su primer hijo, y «Local Hero» sobre cuando vio una imagen de sí mismo en la ventana de un establecimiento: cuando fue a comprarla, el empleado le dijo que era una imagen de un «héroe local».

## Recepción
Tras su publicación, Lucky Town obtuvo reseñas más críticas de la prensa musical en comparación con trabajos previos. La revista Rolling Stone le otorgó una reseña favorable, aunque señaló que la suma de Lucky Town y Human Touch «habrían sido mejor como un disco simple, una colección más cuidadosa». En una reseña también positiva, Allmusic comentó: «Mientras que Human Touch fue un álbum decepcionante de material de segunda mano, Lucky Town es una colección ambiciosa que abordó muchas de las preocupaciones principales de Springsteen».
En el plano comercial, Lucky Town también obtuvo un menor éxito en comparación con Human Touch. Alcanzó el puesto dos en la lista de discos más vendidos de países como Reino Unido, Noruega y Suiza, y se alzó hasta la tercera posición de la lista estadounidense Billboard 200.

## Lista de canciones
Todas las canciones escritas y compuestas por Bruce Springsteen. 
| Cara A |                           |          |  |
| N.º    | Título                    | Duración |  |
| 1.     | «Better Days»             | 4:10     |  |
| 2.     | «Lucky Town»              | 3:30     |  |
| 3.     | «Local Hero»              | 4:05     |  |
| 4.     | «If I Should Fall Behind» | 3:00     |  |
| 5.     | «Leap of Faith»           | 3:30     |  |

| Cara B |                         |          |  |
| N.º    | Título                  | Duración |  |
| 1.     | «The Big Muddy»         | 4:07     |  |
| 2.     | «Living Proof»          | 4:50     |  |
| 3.     | «Book of Dreams»        | 4:25     |  |
| 4.     | «Souls of the Departed» | 4:20     |  |
| 5.     | «My Beautiful Reward»   | 3:56     |  |

## Personal
| Músicos - Bruce Springsteen: voz, guitarra, bajo, armónica, teclados y percusión - Garry Mallaber: batería - Roy Bittan: teclados en «Leap of Faith», «The Big Muddy» y «Living Proof» - Patti Scialfa: coros en «Better Days», «Local Hero» y «Leap of Faith» - Soozie Tyrell: coros en «Better Days», «Local Hero» y «Leap of Faith» - Lisa Lowell: coros en «Better Days», «Local Hero» y «Leap of Faith» - Randy Jackson: bajo en «Better Days» - Ian McLagan: órgano en «My Beautiful Reward» | Equipo técnico - Anton S. Trees: ingeniero asistente - Scott Hull: editor digital - Sandra Choron: dirección artística - Alexander Vitlin: fotografía - James Wright: vestuario - David Rose: fotografía de portada |

## Posición en listas
| Año  | País           | Lista                       | Posición |
| ---- | -------------- | --------------------------- | -------- |
| 1992 | Alemania       | Media Control Albums Charts | 4        |
| 1992 | Austria        | Ö3 Austria Top 40           | 2        |
| 1992 | Australia      | ARIA Albums Charts          | 6        |
| 1992 | Canadá         | RPM Albums Chart            | 3        |
| 1992 | Estados Unidos | Billboard 200               | 3        |
| 1992 | Francia        | SNEP Albums Chart           | 3        |
| 1992 | Italia         | Italian Albums Chart        | 2        |
| 1992 | Japón          | Oricon LP Chart             | 5        |
| 1992 | Noruega        | VG-lista Albums Chart       | 2        |
| 1992 | Nueva Zelanda  | New Zealand Top 40 Albums   | 6        |
| 1992 | Países Bajos   | Mega Album Top 100          | 7        |
| 1992 | Reino Unido    | UK Album Chart              | 2        |
| 1992 | Suecia         | Albums Top 60               | 3        |
| 1992 | Suiza          | Top Albums 100              | 2        |

| Año  | Sencillo        | Lista                     | Posición más alta |
| ---- | --------------- | ------------------------- | ----------------- |
| 1992 | «Better Days»   | Billboard Mainstream Rock | 2                 |
| 1992 | «Better Days»   | Billboard Hot 100         | 16                |
| 1992 | «Better Days»   | ARIA Singles Chart        | 75                |
| 1992 | «Leap of Faith» | Billboard Mainstream Rock | 28                |
| 1992 | «Leap of Faith» | RPM Singles Chart         | 48                |